# Івейн
Сер Івейн (Yvain, Оуен, Uwain, Ewaine, Iwain, Iwein) - лицар Круглого Столу в легенді про Короля Артура, який частіше за все згадується, як син короля Урієна з Горре та чарівниці Моргани ле Фай. Історичний Овейн маб Урієн, на якому базується літературний персонаж, був королем Регеда на Британських островах наприкінці 6 століття.
Івейн - один з найраніших персонажів, пов'язаних з королем Артуром. Він також один з найпопулярніших героїв Кретьєна де Труа, завдяки поемі "Івейн, або Лицар з левом" кінця 12 століття і займає значне місце в багатьох пізніших згадках. Часто зустрічається у супроводі свого ручного лева. Він залишається сином Урієна практично у всій літературі, в якій з'являється, тоді як інші персонажі "Артуріани", засновані на історичних особах, як правило, втрачають свої первісні сімейні зв'язки з еволюцією куртуазної літератури.

## Валлійська традиція
Івейн (Yvain) отримав своє ім'я від Овейн маб Урієна, історичної постаті королівства Регед, що існувало у VI столітті, сучасника англо-саксонського вторгнення в Англію. Його ім'я було збережене в бардівській традиції Талієсіна і перейшло до легендарного персонажа у валлійських тріадах, де всі його рідні: батько, сестра, кінь та особистий бард відомі, а його дружина Пенарван названа "однією з трьох невірних дружин Британії", разом зі своєю сестрою Езилт (Ізольт, коханою Трістана).

## Артуріана
В артуріані Івейн вперше згадується в книзі Джеффрі Монмутського "Історія королів Британії" (c. 1136), де його лише мимохідь згадують, як правонаступника свого дядька Авгусела, короля Олбані (північної Шотландії). Переселенці до Бретані принесли значну частину острівної британської культури, коли прибули на континент, а у 12 столітті оновлені версії бретонських лаїв та історій стали популярними серед французької аудиторії.

### Романси Кретьєна де Труа
Французький поет Кретьєн де Труа написав романс "Івейн, або Лицар з левом", приблизно в той же час, коли працював над твором "Лицар воза, або Ланселот", у 1170-х роках. У ньому Івейн намагається помститися за свого двоюрідного брата Калогренанта, який був переможений лицарем з іншого світу біля магічного фонтана, що викликав бурю у лісі Броселіанд. Івейн перемагає лицаря Ескаладоса і закохується у його вдову Лодіну. За допомогою служниці вдови - Лунте, Івейн підкорює Лодін і одружується з нею, але кузен Гавейн переконує його взяти участь у лицарських пригодах. Дружина Івейна відпускає його, за умови його повернення через певний проміжок часу. Однак Івейн настільки захоплюється пригодами, що забуває про свою дружину, і вона забороняє йому повертатись до неї. Івейн божеволіє від горя і живе оголеним у лісі (мабуть, це найперший випадок психічної хвороби героя у французькій літературі, який згодом став популярним мотивом ), але врешті-решт одужує і вирішує повернути своє кохання. Лев, якого він рятує від гігантської змії, виявляється вірним супутником і символом лицарської чесноти, і допомагає йому виконати подальші завдання. Зрештою, Лодін дозволяє йому разом з левом повернутися.
"Івейн" Кретьєна мав величезний вплив на середньовічну літературу; Німецький поет Хартман фон Ауе використав його як основу для свого середньовверхньонімецького придворного епосу "Івейн", тоді як автор "Овейна", або "Леді фонтану", одного з валлійських романсів, включеного до "Мабіногіону", розповідає ту ж саму історію, переносячі її у давньоваллійську обстановку. Історія знаходить продовження і у кількох подальших різномовних версіях, в тому числі і у середньоанглійській "Івейн та Гавейн". Однак таємнича проза "Івейн" 14 століття  - є непов’язаним твором і не прозифікацією поеми Кретьєна.

### Вульгата
Івейн з'являється в усіх пізніших прозових іпостасях циклу Вульґати і пост-Вульгатного циклу, а, отже, і у Мелорі в "Смерті Артура", а також в численних незалежних романах. Про важливість цього персонажу свідчить його близька дружба з Гавейном та розділ "Морт Арту" твору Ланселот-Грааль, де він є одним з останніх лицарів, які помирають перед смертю короля Артура. Ма́тір'ю Івейна часто називають зведену сестру короля Артура, що робить його племінником головного героя "Артуріани".  У пост-Вульгатному циклі та у "Смерті Артура" ця сестра - Морган ле Фай. Спорідненість з нею призводить до того, що Івейна засуджують до вигнання з Камелоту після замаху Моргани на життя короля Артура. Також він є племінником Моргауз та короля Лота, а отже, двоюрідним братом Гавейна, Агравейна, Гаеріса, Гарета та Мордреда. У нього є зведений брат (з яким його часто плутають) на ім'я Івейн Бастард, який є сином Урієна та дружини його сенешаля.
Народження Івейна від Феї Моргани ймовірно має своє коріння в валлійських легендах. Згідно останніх, подорожуючи Денбігширом, Урієн потрапляє до Форд Лаю, де собаки збираються і гавкають з невідомої причини. Тільки Урієн достатньо сміливий, щоб підійти близько до місця, де він виявляє Модрону, яка нескінченно пере одяг (сцена, поширена в кельтській легенді, див. Морріган). Він пробирається до неї, і вона оголошує, що їй судилося залишитися на броді, доки не зачне сина від християнина. Вона каже Урієну повернутися у кінці року, щоб прийняти своїх дітей, близнюків Овейна і Морвидда. Однак Івен не асоціюється з Морган у континентальній літературі до самого пост-Вульгатного циклу 13-го століття. Морган з'являється у "Лицарі Лева" Кретьєна як цілитель, але автор не має на увазі, що вона є матір'ю головного героя.

### Мабіногіон
У валлійській казці "Сон Ронабві", що пов’язана з Мабіногіоном, Овейн є одним із найкращих воїнів Артура і грає з ним в шахи, поки сакси готуються до битви при Бадоні. Тричі під час гри люди Овейна повідомляють йому, що війська Артура забили його воронів, але коли Овейн скаржиться на це королю, Артур просто відповідає: "Твій хід". Далі ворони Овейна мстяться сквайрам Артура, і Овейн не зупиняє їх, поки Артур не змітає шахи з шахівниці. Саксонські лідери прибувають і просять перемир’я на два тижні і армії рухаються до Корнуолла. Ронабві, головний герой "Сну", прокидається, і читач залишається таким же розгубленим, як і він. Сон Ронабві досі ніколи не був остаточно розтлумачений.

## Пізня Артуріана
- У Баладі Чайлда №34, "Лицар Івейн", з'являється як головний герой, де розчаровує дівчину, перетворену на дракона, тричі поцілувавши її. Ця історія не має паралелей в легендах про Артура, і незрозуміло, як він пов'язаний з цією історією, хоча багато інших лицарів Артура з'являються в інших баладах, маючи настільки ж мало зв'язку з появою в легендах про Артура [4].
- У "Туманах Авалону" Меріон Зіммер-Бредлі відомий як прийомний син Морган ле Фай, а не її біологічний син.
- У "Зимовому королі" Бернарда Корнуелла, Овейн є головним воєначальником Утера Пендрагона і найкращим лицарем Думнонії, не маючи жодного зв'язку з Морганою. Його зображують досвідченим солдатом, який викликає острах, але морально він корумпований і шукає зиск від війни. Артур звинувачує Овейна в безчесті і викликає того на бій, в якому останній гине.

## Дивитися також
- Ґільдас Мудрий
- Аннали Камбрії
- Мерлін

## Зовнішні посилання
- Івейн у проекті "Камелот" [Архівовано 9 липня 2021 у Wayback Machine.]